# Myrmecophila exaltata
Myrmecophila exaltata är en orkidéart som först beskrevs av Friedrich Fritz Wilhelm Ludwig Kraenzlin, och fick sitt nu gällande namn av George Clayton Kennedy. Myrmecophila exaltata ingår i släktet Myrmecophila och familjen orkidéer. Inga underarter finns listade i Catalogue of Life.